# 利斯利克
13°48′N 87°53′W / 13.800°N 87.883°W

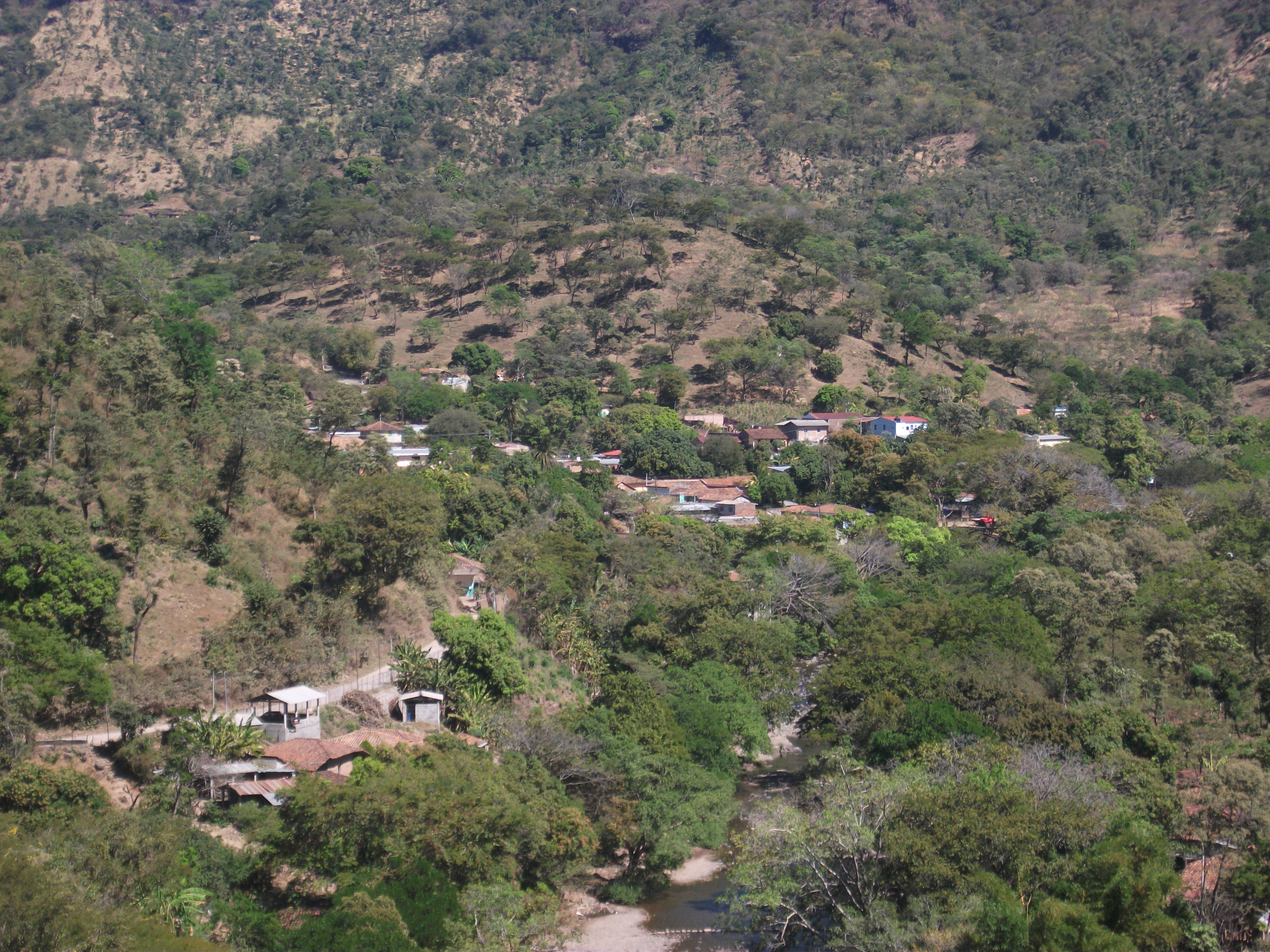

利斯利克（西班牙語：Lislique），是薩爾瓦多的城鎮，位於該國東部，由拉烏尼翁省負責管轄，面積98.82平方公里，海拔高度254米，2007年人口13,385，人口密度每平方公里135.45人。